# Església de Sant Martí de Ginestar
|  | Per a altres significats, vegeu «Església parroquial de Sant Martí (Ginestar)». |

Sant Martí és una antiga església –catalogada a l'Inventari del Patrimoni Arquitectònic de Catalunya– a l'extrem més nord del nucli urbà de la població de Ginestar, al carrer de Carme Vidal. Amb la desamortització (segle xix) va passar a mans privades i durant molts anys es va utilitzar com a magatzem particular conegut com a ca Pepe. Actualment el conjunt és propietat del municipi i ha estat restaurat íntegrament.

## Arquitectura
Es tracta de les restes conservades de l'antiga església de Sant Martí, formades per un tram de volta de canó apuntada bastida en pedra, que originàriament cobria tota la nau i actualment només es detecta a l'entrada al magatzem. Localitzada a la banda de migdia de l'edifici es conserva una capella lateral coberta per una volta apuntada de creueria, amb la clau gravada amb les inicials IHS. L'espai està il·luminat mitjançant una finestra d'arc apuntat. La capella conserva l'arc amb el que s'obria a la nau, el qual és apuntat i està adovellat i decorat amb motllures decoratives. A la banda de tramuntana es conserven dos pilars arrenglerats de secció quadrada, bastits en carreus de pedra ben desbastats, que podrien correspondre a l'ampliació dels segles XIV-XV. Un d'ells conserva també l'arrencament d'un arc que s'obria a la nau central. Al costat del pilar situat al fons de l'edifici, encastat a la paret, hi ha un plafó rectangular de pedra amb l'emmarcament motllurat, que presenta una inscripció de difícil lectura amb una creu de Malta al mig, i de la que s'intueix l'any "163?". De l'exterior de l'edifici destaca el mur de migdia, que integra diversos contraforts de reforç originaris del temple. Aquest mur, tot i les refeccions posteriors, està bastit en pedra desbastada i sense treballar, lligada amb morter.

## Història

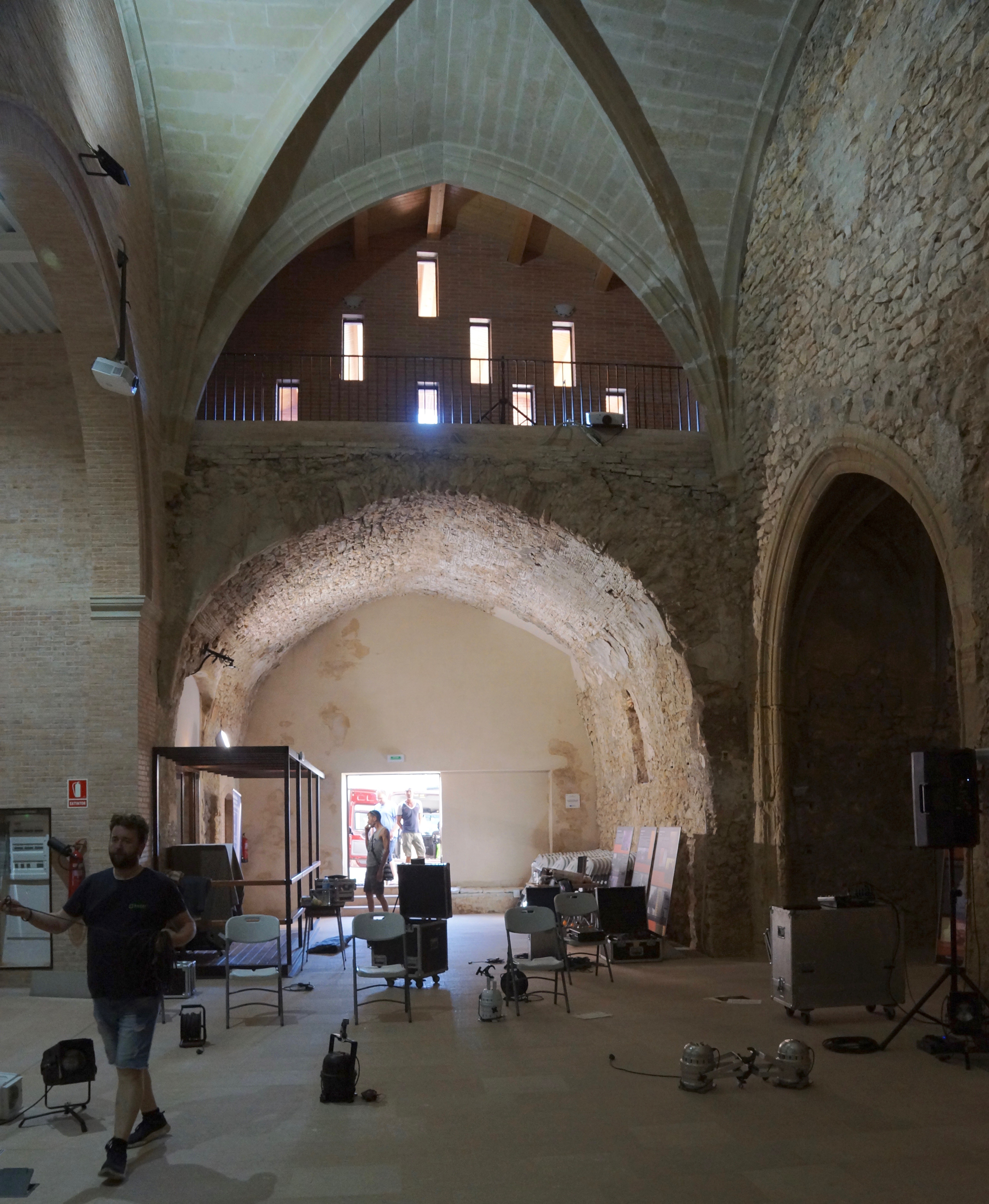
Vista interior vers ponent

Al moment de construcció de la nova església parroquial, es va decidir construir-la en un nou emplaçament. D'aquesta manera es va poder conservar l'església vella de Sant Martí. Aquesta, situada també dins del nucli, és avui desafectada i utilitzada de magatzem agrícola. Tot i així es pot apreciar l'estructura del segle xiii, formada per una nau amb volta de canó apuntada, i l'ampliació duta a terme en època gòtica, dels segles XIV o XV, que es correspon amb dues tramades de creueria que ampliaven la nau central i una capella lateral que es conserva en prou bon estat.
La primera documentació escrita referent a l'església data de 1278, on es recull en una compra del comanador de Miravet de diferents cases de Ginestar. Posteriorment també es menciona en un altre document de 1288. Així i tot la documentació de l'església és molt minsa. Se sap que va pertànyer a l'orde dels templers i posteriorment a la dels hospitalers.
Ha estat molt transformada al llarg del temps. La portalada barroca que tenia es traslladà a l'església nova, i el forat es va tapar amb totxanes i s'obrí una porta ordinària en convertir-se en magatzem de Ca Pepe.
Sabem que als anys 80, en un jardí proper al magatzem, hi havia dues claus de volta de les tramades gòtiques de la nau, una amb la imatge de Sant Martí i l'altre amb la Verge del Roser. També hi ha notícies que arraconats al costat de la façana es veien pedres treballades d'un arc gòtic i mitja làpida funerària amb una argolla de ferro i la inscripció: «[…] ESCODA […] 1750». Durant la realització de la revisió de l'inventari, no es van localitzar aquests elements.